# تشاك ماكغيل
ChuckMcGillBCS.jpg

تشارلز «تشاك» ليندبيرغ ماكغيل جونيور (بالإنجليزية: Charles "Chuck" Lindbergh McGill Jr)‏ هي شخصية خيالية ظهرت في مسلسل إيه إم سي التلفزيوني من الأفضل الاتصال بسول، المشتق من مسلسل اختلال ضال. يجسّد الشخصية مايكل مكيان وابتكرها كلٌ من فينس غيليغان وبيتر غولد.

## وصلات خارجية
- تشاك ماكغيل على إيه إم سي (بالإنجليزية)